# Liste der denkmalgeschützten Objekte in Weißenstein (Kärnten)
Die Liste der denkmalgeschützten Objekte in Weißenstein enthält die 10 denkmalgeschützten, unbeweglichen Objekte der Gemeinde Weißenstein in Kärnten.

## Denkmäler
| Foto |                 | Denkmal                                                                      | Standort                                                | Beschreibung | Metadaten |
| ---- | --------------- | ---------------------------------------------------------------------------- | ------------------------------------------------------- | --- | --- |
| ja   | Datei hochladen | Auerkasten HERIS-ID: 36308 Objekt-ID: 35169                                  | Kellerberg, gegenüber Auerweg 2 Standort KG: Kellerberg | Der Auerkasten ist ein dreigeschoßiger, steil proportionierter, von einem Krüppelwalmdach bedeckter Bau über schmalrechteckigem Grundriss. Der aus dem Jahr 1506/07 stammende Bau ist einer der ältesten Zehentkästen Kärntens. Der mit einem Korbbogen versehene Eingang befindet sich an der Giebelseite des Gebäudes. Die Fenster sind abgefast. | BDA-Hist.: Q37969532 Status: Bescheid Stand der BDA-Liste: 2025-06-30 Name: Auerkasten GstNr.: .50                                                                          |
| ja   | Datei hochladen | Teichbachbrücke HERIS-ID: 65221 Objekt-ID: 78041                             | Kellerberg Standort KG: Kellerberg                      | Die Teichbachbrücke (lokal „Steinerne Brücke“ an der B100 genannt) ist eine an der alten Drautal Bundesstraße westlich der Stadelbachbrücke gelegene, aus Naturstein errichtete Einfeld-Gewölbebrücke aus dem 19. Jahrhundert, ein Dokument einer vergangenen Ingenieurbaukunst. | BDA-Hist.: Q38109631 Status: § 2a Stand der BDA-Liste: 2025-06-30 Name: Teichbachbrücke GstNr.: 729/1 Teichbachbrücke, Kellerberg                                           |
| ja   | Datei hochladen | Kath. Pfarrkirche hl. Ulrich und Friedhof HERIS-ID: 53924 Objekt-ID: 62022   | Kellerberg, Kirchenviertel 2 Standort KG: Kellerberg    | Der Kern des kreuzrippengewölbten Chors stammt aus dem frühen 14. Jahrhundert, die Fresken aus dem 15. Jahrhundert, das Sakristeiportal ist spätgotisch, das Langhaus barock, der Westturm wurde 1902 errichtet. Die Altäre stammen aus dem 18. Jahrhundert, die Kanzel etwa von 1800. | BDA-Hist.: Q38059091 Status: § 2a Stand der BDA-Liste: 2025-06-30 Name: Kath. Pfarrkirche hl. Ulrich und Friedhof GstNr.: .46/1, 393 Pfarrkirche Kellerberg                 |
| ja   | Datei hochladen | Schloss Kellerberg HERIS-ID: 36309 Objekt-ID: 35170                          | Kellerberg, Oberdorfstraße 1 Standort KG: Kellerberg    | Der Vorgängerbau, der durch das große Erdbeben von 1348 zerstört und nicht mehr aufgebaut wurde, ist erstmals 1251 urkundlich erwähnt worden. Er befand sich nicht an der Stelle des gegenwärtigen Schlosses, sondern weiter südlich in erhöhter Lage. Ab 1272 wurden die Ortenburger mit der Herrschaft Kellerberg belehnt und diente als ihr Ministerialsitz und Namensgeber („de Chelerperch“). Über die Grafen von Cilli, die nach dem Aussterben der Ortenburger 1418 in den Besitz des Schlosses gelangten, kam die Herrschaft 1456 an Kaiser Friedrich III. Dessen Sohn, Maximilian I., übergab 1514 Kellerberg zuerst als Lehen an Sigmund von Dietrichstein. Bald ging es jedoch in sein volles Eigentum über (Allod). Im Jahr 1527 wurde das Schloss von Sigmund an Christoph Keller von Kellerberg belehnt, dessen Familie bis zu ihrem Erlöschen Ende des 18. Jahrhunderts Lehensnehmer blieb. Der Lehnsherr änderte sich jedoch 1592, als die Khevenhüller die Herrschaft Paternion, der auch Kellerberg zugehörig war, kauften. Im Jahr 1782 ging die Herrschaft an Johann Widmann. Seit 1894 ist das Schloss in Besitz der Familie Rothauer. Das heutige Schloss Kellerberg ist ein Anfang des 16. Jahrhunderts erbautes, wuchtiges, dreigeschoßiges Gebäude mit zwei diagonal gestellten Rundtürmen. Der kubische, von einem Zeltdach gedeckte, rechteckige Wohnbau besitzt keinen Innenhof. Die Rundtürme sind mit einem Kegeldach versehen. An der Ostfront befindet sich ein Rundbogenportal an dessen Seite sich ein Gedenkstein mit dem Wappen der Dietrichsteiner aus dem Jahr 1548 befindet. Die Innenräume sind mit Stuckdecken geziert. Ein Kachelofen mit figuralen Darstellungen stammt vom Ende des 17. Jahrhunderts. | BDA-Hist.: Q37969552 Status: Bescheid Stand der BDA-Liste: 2025-06-30 Name: Schloss Kellerberg GstNr.: 460 Schloss Kellerberg                                               |
| ja   | Datei hochladen | Kath. Filialkirche hl. Lambert und Kirchhof HERIS-ID: 55019 Objekt-ID: 63495 | bei Kirchenweg 10 Standort KG: Töplitsch                | Die kleine Dorfkirche ist ein gotischer Bau mit neuerem Dachreiter. Der Hochaltar stammt von Ende des 17. Jahrhunderts, die Wandmalereien im Chor sind nachbarock. | BDA-Hist.: Q38063348 Status: § 2a Stand der BDA-Liste: 2025-06-30 Name: Kath. Filialkirche hl. Lambert und Kirchhof GstNr.: .29, 623/3 Saint Lambertus Church (Töplitsch)   |
| ja   | Datei hochladen | Evang. Pfarrkirche A.B. und Friedhof HERIS-ID: 58028 Objekt-ID: 68459        | Krastalstraße Standort KG: Puch                         | Die 1783 als evangelisches Bethaus errichtete heutige evangelische Pfarrkirche besitzt einen 1937/38 erbauten dreigeschoßigen westlichen Vorhallenturm. Dieser Kirchturm wird von einem Spitzgiebelhelm bekrönt und wird an den Ecken von Ortssteine in Rustika akzentuiert. Nördlich des eingezogenen Chores wurde eine Sakristei angebaut. Über die Vorhalle und das Westportal gelangt man in das dreijochige Langhaus, das durch rundbogige Fenster erhellt wird. Das mit einem Stichkappentonnengewölbe bedeckte Langhaus führt über einen rundbogigen Triumphbogen in den kreuzgratüberwölbten Chor, der einen 5/8-Schluss aufweist. Am neubarocken Hochaltar befindet sich ein Bild aus dem Jahr 1860, das einen segnenden Christus darstellt. An der Triumphbogenwand befindet sich die neubarocke Kanzel. | BDA-Hist.: Q14540742 Status: § 2a Stand der BDA-Liste: 2025-06-30 Name: Evang. Pfarrkirche A.B. und Friedhof GstNr.: .20, 373 Protestant Church (Puch)                      |
| ja   | Datei hochladen | Rauscherbachbrücke HERIS-ID: 65223 Objekt-ID: 78043                          | Weißenbach Standort KG: Töplitsch                       | Die Rauscherbachbrücke ist eine an der alten Drautal Bundesstraße gelegene, aus Naturstein errichtete Einfeld-Gewölbebrücke aus dem 19. Jahrhundert, ein Dokument einer vergangenen Ingenieurbaukunst. | BDA-Hist.: Q38109635 Status: § 2a Stand der BDA-Liste: 2025-06-30 Name: Rauscherbachbrücke GstNr.: 1213/1 Rauscherbachbrücke, Töplitsch                                     |
| ja   | Datei hochladen | Kath. Filialkirche hl. Gotthart HERIS-ID: 54191 Objekt-ID: 62360             | Lansach, Kapellenweg Standort KG: Weißenstein           | Die kleine romanische Kirche mit gotischem Portal und Resten von Wandmalereien aus dem 15. Jahrhundert war lange Zeit profaniert und dem Verfall preisgegeben. 1982 wurde sie wiederhergestellt, dabei wurde in der Apsis Dekorationsmalerei von 1250 freigelegt. | BDA-Hist.: Q2702150 Status: § 2a Stand der BDA-Liste: 2025-06-30 Name: Kath. Filialkirche hl. Gotthart GstNr.: 916/8 Filialkirche hl. Gotthart in Lansach, Weißenstein      |
| ja   | Datei hochladen | Pfarrhof HERIS-ID: 55140 Objekt-ID: 63690                                    | Weißenstein, Kirchenweg 9 Standort KG: Weißenstein      | Der zweigeschoßige Pfarrhof wurde Ende des 16. Jahrhunderts errichtet. Das Gebäude ist vierachsig und wird im Untergeschoß von einem Kreuzgewölbe überwölbt. Im Obergeschoß befindet sich eine einfach ornamentierte Stuckdecke. | BDA-Hist.: Q38063897 Status: § 2a Stand der BDA-Liste: 2025-06-30 Name: Pfarrhof GstNr.: .2 Pfarrhof Weißenstein, Carinthia                                                 |
| ja   | Datei hochladen | Kath. Pfarrkirche hl. Leonhard und Friedhof HERIS-ID: 55143 Objekt-ID: 63693 | Weißenstein Standort KG: Weißenstein                    | Die Kirche ist ein gotischer Bau mit niedrigem, kreuzrippengewölbten Chor, viergeschoßigem Turm an der Südseite des Chors, und abgetreppten Strebepfeilern. Außen an der Nordseite des Chors sind Fresken aus dem 14. Jahrhundert, an der Nordseite des Langhauses wurden protestantisch beeinflusste Fresken, bezeichnet 1542, freigelegt. Zur Einrichtung gehören der Hochaltar von 1680 und Seitenaltäre, Kanzel und ein ehemaliger Altaraufbau an der Nordwand, die ebenso wie der geschnitzte Deckel des Taufbeckens aus dem ersten Viertel des 18. Jahrhunderts sind. | BDA-Hist.: Q2755923 Status: § 2a Stand der BDA-Liste: 2025-06-30 Name: Kath. Pfarrkirche hl. Leonhard und Friedhof GstNr.: .1, 88/4 Pfarrkirche St. Leonhard in Weißenstein |